# Europejskie Forum Alpbach
Europejskie Forum Alpbach (niem. Europäisches Forum Alpbach) – założony w 1945 znaczący intelektualnie ośrodek wymiany poglądów ekonomicznych, politycznych, filozoficznych i naukowych, a także artystycznych.
Każdego roku około 5 000 osób z ponad 70 krajów przybywa do tyrolskiego Alpbach na 3 tygodnie (od połowy sierpnia do początku września). W 2016 roku 5430 uczestników forum reprezentowało 102 kraje. Językami forum są język angielski i niemiecki.

## Program Europejskiego Forum Alpbach
Każdego roku program European Forum Alpbach zbudowany jest dookoła hasła wyznaczającego ogólne kierunki refleksji. W roku 2016 hasło brzmiało New Enlightment, w roku 2017 będzie to Conflict and Cooperation. Idee przyświecające koncepcji Forum są omawiane szczegółowo w eseju pisanym przez organizatorów przed jego rozpoczęciem.
Partnerami naukowymi Forum corocznie są najlepsze światowe uniwersytety oraz centra badawcze, takie jak Uniwersytet Harvarda, Uniwersytet w Cambridge, Joint Research Centre of the European Commission, Royal Society of Arts, Austrian Institute of Technology czy Woodrow Wilson International Center.
Oprócz wydarzeń oficjalnych istnieje ponadto drugi nurt spotkań, które organizowane są przez absolwenckie stowarzyszenie Forum Alpbach Network. Obejmuje on m.in. nieformalne spotkania śniadaniowe, wydarzenia kulturalne i integracyjne czy kameralne rozmowy ze znanymi postaciami świata polityki, sztuki i nauki.

### Seminar Week
Pierwszą część European Forum Alpbach, trwającą sześć dni, wypełniają seminaria tematyczne poświęcone różnym dziedzinom nauki. Ich zakres koresponduje z myślą przewodnią forum. Celem seminariów jest zapewnienie przestrzeni do interdyscyplinarnych dyskusji z udziałem ekspertów, wykładowców akademickich oraz praktyków. Sesje plenarne stanowią merytoryczne domknięcie tematyk poruszanych w ramach mniejszych spotkań.

### Sympozja
Druga część European Forum Alpbach poświęcona jest sympozjom tematycznym, które trwają od dwóch do trzech dni. Mają one postać osobnych konferencji, które razem tworzą całość. Obecnie w ramach European Forum Alpbach istnieją następujące sympozja:
- Health Symposium (poświęcone tematyce medycyny, zdrowia i instytucjonalnych aspektach leczenia),
- Higher Education Symposium (dotyczące uniwersytetów i ich roli we współczesnym społeczeństwie),
- Technology Symposium (skupione na technologii i jej najbardziej nurtujących aspektach),
- Legal Symposium (skoncentrowane na refleksji prawniczej),
- Political Symposium (analizujące wydarzenia o charakterze politycznym),
- Economic Symposium (o kwestiach ekonomicznych),
- Built Environment Symposium (tematyka środowiskowa oraz miejska),
- Financial Market Symposium (poświęcone problemom natury finansowej, globalizacyjnej oraz biznesowej).

W obrębie każdego sympozjum istnieją różnorodne panele (prowadzone jednocześnie, od dwóch do czterech naraz) pozwalające zgłębić indywidualnie wybrane obszary. Sympozja te uzupełniane są przez krótsze wydarzenia, takie jak Dni Tyrolu czy interaktywne gry symulacyjne obejmujące procesy decyzyjne w ramach Unii Europejskiej.

### Alpbach Campus – Professional Programmes and Summer Schools
Program główny uzupełniany jest przez kilkudniowe programy przeznaczone dla przedsiębiorców, profesjonalistów, zaawansowanych studentów oraz doktorantów. Aktualny zestaw oferowanych programów to:
- Summer School on Entrepreneurship,
- Professional Programme on Facilitation and Participatory Leadership – Art of Hosting,
- Professional Programme on European Health Care and Social Systems in Transition,
- Professional Programme on Strategies of Influence,
- Alpbach Advanced Course on European Integration.

### Alpbach in Motion – The Alpbach Summit of Emerging Leaders
Nieduża platforma nosząca cechy mobilnego think-tanku skupiona na dialogu między młodymi przedsiębiorcami oraz aktywistami z różnych środowisk (NGO, startupy, odpowiedzialny społecznie biznes) dotycząca ekonomii. W roli moderatora dyskusji wystąpili między innymi John Hagel III, Tomáš Sedlácek, Jeffrey Sachs oraz Julia Hobsbawm.

### Alpbach Media Academy
Akademia przeznaczona dla młodych dziennikarzy z całej Europy. Pod kierunkiem doświadczonych ekspertów zachodzi proces dokumentacji Forum, a także tworzone są reportaże, wywiady, artykuły.

### Program kulturalny
Program kulturalny obejmuje występy artystyczne skupione przede wszystkim na muzyce oraz teatrze. Skład obejmuje uczelnie artystyczne z całej Europy, między innymi Royal Academy of Dramatic Art, University of Applied Arts Vienna czy University of Music and Performing Arts Graz.

## Prezydenci European Forum Alpbach
- Otto Molden(inne języki) (1945–1960 i 1970–1992)
- Heinrich Pfusterschmid-Hardtenstein(inne języki) (1992–2000)
- Erhard Busek (2000–2012)
- Franz Fischler (2012–2020)
- Andreas Treichl(inne języki) (2020–2024)
- Othmar Karas (od 2024)

## Program stypendialny
Każdego roku European Forum Alpbach ma do dyspozycji 350 stypendiów dla młodych uczestników z całego świata. Kryterium oparte jest na wieku – ubiegający się nie może przekroczyć 30 roku życia. W zależności od kraju pobytu aplikującego, stypendia są rozdzielane przez samo European Forum Alpbach albo z poziomu lokalnej struktury Forum w danym kraju lub mieście. Stypendium to może pokryć, w zależności od potrzeb ubiegającego się, pobyt, zakwaterowanie, a także codzienne potrzeby.

## Regionalne kluby European Forum Alpbach
Alumni European Forum Alpbach mogą tworzyć kluby w swoich krajach, stanowiące lokalne struktury Forum Alpbach Network, organizacji zajmującej się koordynacją międzynarodową European Forum Alpbach. Inicjatywy, które nie przybrały jeszcze formy klubu nazywane są Initiative Groups. Celem obu form organizacji jest promowanie European Forum Alpbach poza granicami Austrii, a także zajmowanie się sprawami stypendialnymi. Grupa może obejmować miasto, region lub cały kraj.
- Lista grup inicjatorskich: IG London, IG Kyiv, IG Albania, IG Vienna, IG Sarajevo, IG Podgorica, IG Lviv, IG Leoben, IG Kosovo, IG Romania, IG Armenia.

- Lista klubów: CA Germany, CA Turkey, CA Belgrade, CA Greece, CA Macedonia, CA Sweden, CA Moscow, CA Croatia, CA Liechtenstein, CA Vorarlberg, CA Trentino, CA South Tyrol, CA Tirol, CA Salzburg, CA Senza Confini, CA Styria, CA Upper Austria, CA Burgenland, CA Lower Austria oraz CA Poland.

### European Forum Alpbach w Polsce
Lokalne przedstawicielstwo (chapter) Europejskiego Forum Alpbach w Polsce zostało założone w 2022 roku jako Fundacja Club Alpbach Poland (Club Alpbach Poland; CAP). Celem CAP jest wspieranie udziału utalentowanych młodych ludzi z Polski w konferencji oraz integracja społeczności byłych i przyszłych stypendystów EFA. CAP organizuje również spotkania i debaty na temat wyzwań stojących przed europejską i polską demokracją.
Co roku w ramach programu „Kierunek Alpbach” CAP oferuje stypendia na udział w Forum polskim studentom. Młodzież, która otrzymała stypendium, przez dwa tygodnie bierze udział w spotkaniach odbywających się przed Forum oraz w czasie jego trwania.
Członkami zarządu Club Alpbach Poland są: Jan Farfał, Łukasz Kremky oraz Anna Porucznik.

## Znani uczestnicy w przeszłości
W forum brali udział między innymi:
| - Theodor W. Adorno - Ernst Bloch - Jacques Delors - Friedrich Dürrenmatt - Paul Feyerabend - Indira Gandhi - Werner Heisenberg - Max Horkheimer - Danuta Hübner - Jean-Claude Juncker | - Hans Kelsen - Ban Ki-Moon - Václav Klaus - Helmut Kohl - Imre Lakatos - Pascal Lamy - Irena Lipowicz - Konrad Lorenz - Herbert Marcuse - Krzysztof Michalski | - Friedrich von Hayek - Viktor Orbán - Karl Popper - Jeffrey Sachs - Erwin Schrödinger - Peter Sloterdijk - Alfred Tarski - Janis Warufakis - Jan Barcz - Władysław Bartoszewski |